# В порту (мультфильм)
«В порту́» — советский музыкальный рисованный мультипликационный фильм о жизни большого морского порта. Режиссёр Инесса Ковалевская продолжила музыкальную тему в мультипликации. Её работы — «Катерок» (1970) на музыку Владимира Шаинского, «Как львёнок и черепаха пели песню» (1974) на музыку Геннадия Гладкова и «В порту» (1975) на музыку Марка Минкова — стали широко известны благодаря телевидению.
Сюжет мультфильма и песни из него основываются на одноимённом стихотворении известного детского писателя и поэта Сергея Козлова и стихах Олега Анофриева.

## Сюжет
Большая группа детей из разных стран приплывает в черноморский порт, направляясь в международный пионерский лагерь «Артек». Двое отставших иностранцев встречают местных брата и сестру, которые устраивают им экскурсию по порту.
Песни в мультфильме: «Мы пришли сегодня в порт», «Грузчики», «Танкер», «Катерок», «Прогулка», «Песенка крановщика», «Песня лесовоза», «Лев-циркач», «Дельфины».

## Создатели
| авторы сценария            | Сергей Козлов, Владимир Валуцкий |
| стихи                      | Сергея Козлова, Олега Анофриева |
| режиссёр                   | Инесса Ковалевская |
| художник-постановщик       | Станислав Соколов |
| художник                   | Светлана Скребнёва |
| композитор                 | Марк Минков |
| оператор                   | Светлана Кощеева |
| звукооператор              | Владимир Кутузов |
| монтажёр                   | Изабелла Герасимова |
| редактор                   | Пётр Фролов |
| художники:                 | Светлана Светлица, Анна Атаманова, Сергей Маракасов |
| ассистенты:                | Татьяна Лытко, Елена Гололобова, Людмила Крутовская |
| художники-мультипликаторы: | Олег Сафронов, Эльвира Маслова, Александр Горленко, Виталий Бобров, Александр Мазаев, Олег Комаров, Лев Рябинин, Владимир Арбеков, Иосиф Куроян, Ольга Орлова, Виктор Лихачёв |
| поют:                      | Валентина Толкунова Олег Анофриев |
| директор картины           | Фёдор Иванов |

## Производство
Олег Анофриев рассказывал в интервью, что вокальным прообразом лесовоза «Медведь» (песня «Лесовоз») был Луи Армстронг, а капитана танкера (песня «Танкер») — Том Джонс.